# Sandrine Tas
Pour les articles homonymes, voir Tas.
Sandrine Tas, née le 7 septembre 1995 à Ostende, est une patineuse de vitesse belge.

## Palmarès

### autres compétitions
- Marathon de Berlin en roller, vainqueur en 2015.
- Jeux mondiaux de 2017 à Wrocław (Pologne)
  -  Médaille d'or en 1000 m
  -  Médaille d'argent en 10000 m (piste)
  -  Médaille d'argent en 15000 m (piste)
  -  Médaille d'argent en 10000 m (route)
  -  Médaille d'argent en 20000 m (route)
  -  Médaille de bronze en 300 m (piste)